# Баржанский, Юрий Леонидович
Юрий Леонидович Баржанский (6 сентября 1922, Брашов, Румыния — 11 сентября 1986, Оргеев, МССР) — молдавский советский поэт, переводчик поэзии на молдавский язык.

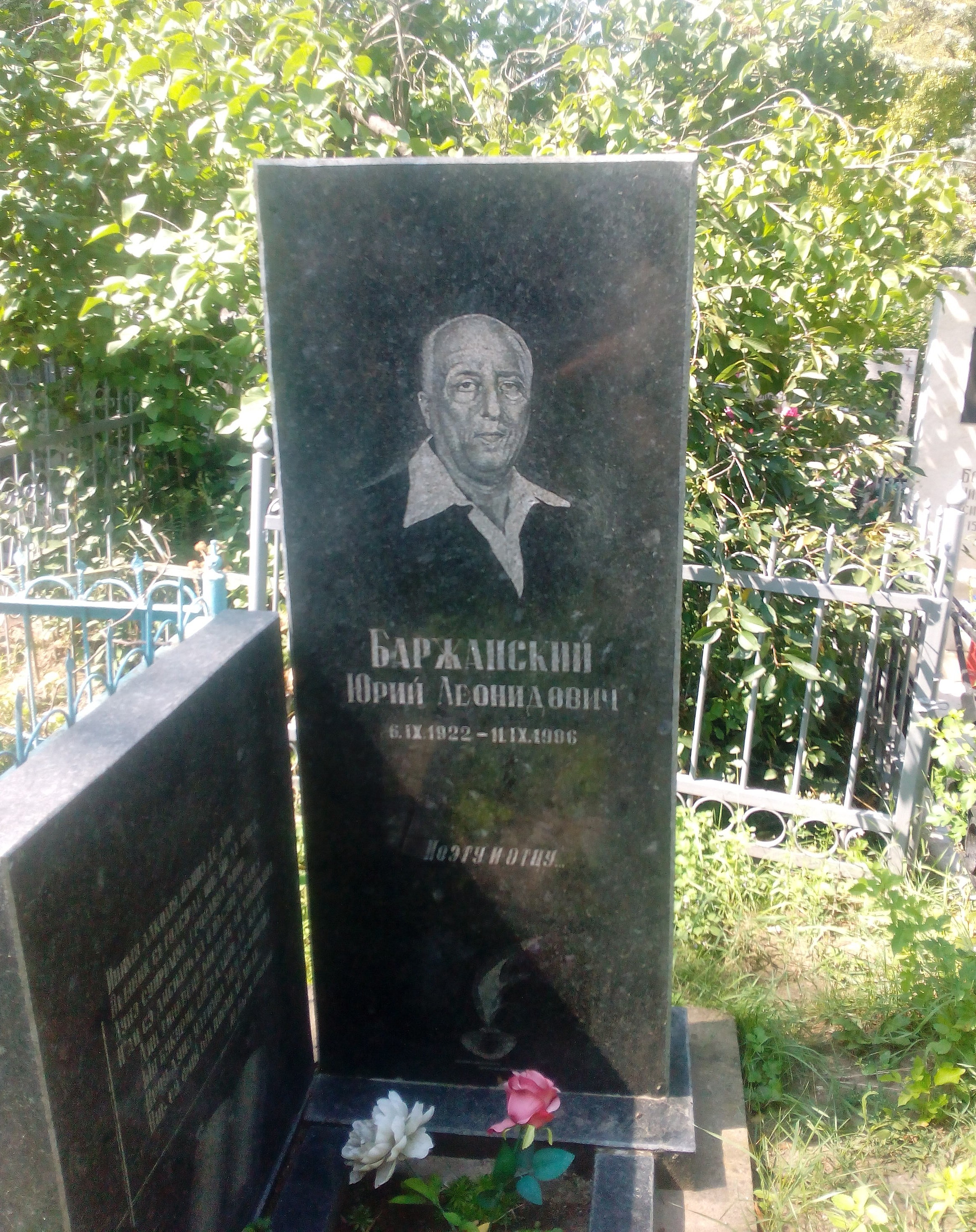

## Биография
Из еврейской семьи. Начал писать стихи будучи учеником лицея имени Богдана Петричейку Хашдеу в Кишинёве (окончил в 1940 году). Первая публикация — в 1936 году в лицейском журнале «Licurici» (Ликурич — Светлячок).
Автор поэтических произведений на молдавском и русском языках. Перевёл на молдавский язык многочисленные произведения русской и всемирной литературы, в том числе А. С. Пушкина (включая «Евгения Онегина», трагедию «Борис Годунов», поэмы «Полтава» и «Цыгане»), М. Ю. Лермонтова (включая поэмы «Мцыри» и «Демон», драму «Маскарад»), «Фауст» Гёте, «Вильгельм Телль» Шиллера, Владимира Маяковского, Лопе де Вегу, А. Т. Твардовского, Максима Рыльского, А. А. Суркова, Аветика Исаакяна, А. А. Прокофьева, Тараса Шевченко, К. Л. Хетагурова, Христо Ботева, И. Вазова, Шандора Петёфи.
Особенной известностью пользовались переводы произведений А. С. Пушкина (в частности «Евгений Онегин») и Ю. М. Лермонтова. Выполненный Юрием Баржанским перевод поэмы А. С. Пушкина «Цыгане» рассматривается многими специалистами как лучший и был отобран для переиздания в 2016 году фондом «Пушкинское наследие» в специальном двуязычном подарочном издании.
Последние годы жизни жил в Оргееве.

## Семья
- Дочь — Надежда Юрьевна Баржанская (род. 1950), молдавская шахматистка, 1120 место в международном рейтинге FIDE (2020 год)[12][13].
- Дочь — Елена Юрьевна Баржанская (в замужестве Белегурская, род. 1958), литератор.
  - Внук — Юрий Александрович Белегурский (рум. Iurie Belegurschi), исландский фотограф-пейзажист[14].
- Сыновья — Владимир и Михаил.

## Книги

### На русском языке
- Стихи. — Кишинёв, 1959.
- Пусть говорят цветы. — Кишинёв, 1960.
- Дали Октября (стихи). — Кишинёв: Литература артистикэ, 1978.
- Живу для тебя (стихи и поэмы). — Кишинёв: Литература артистикэ, 1982.

### На молдавском языке
- Drumul spre fericire. — Кишинёв, 1948.
- Poezii pentru şcolari. — Кишинёв, 1951.
- Ильич ый виу. Кынтик пентру соло ши кор ынсоцит де пиан. Кувинте де Ю. Баржанский (композитор С. Б. Шапиро). — Кишинёв, 1951.
- Cuvânt despre pace. — Кишинёв, 1952.
- Sub cerul înstelat. — Кишинёв, 1956.
- Ileana Cosânzeana. — Кишинёв, 1958.
- Drum (избранные стихотворения 1936—1965 годов). — Кишинёв, 1965.
- Versuri, Chişinău. — Кишинёв, 1973.
- Soare de mai. — Кишинёв, 1977.
- Zile roşii. — Кишинёв, 1978.
- Trăiesc pentru tine. — Кишинёв, 1982.

### Переводы
- A. Puşkin, Evgheni Oneghin. — Кишинёв: Госиздат Молдавии, 1950.
- A. Puşkin, Poeme. — Кишинёв, 1951.
- Goethe, Faust. — Кишинёв, 1954.
- M. Lermontov, Poeme. — Кишинёв, 1955.
- Fr. Schiller, Wilhelm Tell. — Кишинёв, 1956.
- V. Maiakovski, Bine! — Кишинёв, 1957.
- A. Puşkin, Cântecele slavilor apuseni (Песни западных славян). — Кишинёв: Шкоала советикэ, 1958.
- A. Tvardovski, Zări după zări. — Кишинёв, 1962.
- M. Rîlski, Versuri alese. — Кишинёв, 1963.
- A. Prokofiev, Versuri alese. — Кишинёв, 1963.
- M. Lermontov, Bal mascat. — Кишинёв, 1966.
- Lope de Vega, Fuente Ovejuna (Izvorul oilor). — Кишинёв, 1968.
- A. Puşkin, Versuri alese. — Кишинёв, 1969.
- A. Isaachean, Strofe lirice. — Кишинёв, 1976.
- Poemul lui Puşkin „Ţiganii”. — Кишинёв: Fundaţia «Пушкинское наследие», 2016.

## Награды
- Медаль «За трудовую доблесть» (8 июня 1960 года)[15].